# Irish Singles Chart
Irish Singles Chart  — ірландський щотижневий чарт, що визначає популярність синглів в Ірландії. Відповідність позицій контролюється «IRMA». У наш час[коли?] всі головні магазини, і більш ніж 40 звукозаписних компаній, надають інформацію про продажі синглів для правильного підрахунку позиції на чарті. Чарт виходить щоп’ятниці, опівдні.
Перший чарт вийшов 1 жовтня 1962, він мав всього 10 позицій.